# Acido biliare 7alfa-deidrossilasi
La acido biliare 7alfa-deidrossilasi è un enzima appartenente alla classe delle ossidoreduttasi, che catalizza la seguente reazione:
deossicolato + FAD+ + H2O ⇄ colato + FADH2 + H+
litocolato + FAD+ + H2O ⇄ chenodeossicolato + FADH2 + H+
In condizioni fisiologiche, la reazione avviene in direzione opposta di quanto sopra riportato. Questo enzima è altamente specifico per i substrati presenti negli acidi biliari e richiede per l'attività un gruppo carbossilico libero al C-24 ed un gruppo 7α-idrossilico non occupato, dell'anello B del nucleo steroideo. Potrebbe essere regolato dalla trasformazione del NAD+ a NADH. L'enzima è presente nei batteri anaerobi dell'intestino, sebbene i suoi prodotto siano fondamentali per la fisiologia dei mammiferi.

colato
deossicolato

chenodeossicolato
litocolato